# Duarte
För andra betydelser, se Duarte (olika betydelser).
Duarte är en stad i Los Angeles County, Kalifornien, USA. Duarte ligger öster om staden Los Angeles i San Gabriel Valley. Staden gränsar i norr mot San Gabriel Mountains, i nordväst och väst mot städerna Bradbury och Monrovia, i söder mot Irwindale och i öster mot Azusa.
I Duarte ligger City of Hope Medical Center, ett framstående medicinskt forskningscenter som är ledande inom bland annat cancerforskning.